# Cristian Tudor
Cristian Dorin Tudor (n. 23 august 1982 – d. 23 decembrie 2012) a fost un fotbalist profesionist român. Cristian Tudor evolua pe postura de atacant. În cariera sa el a jucat la echipe precum Gloria Bistrița, Sheriff Tiraspol, Alania Vladikavkaz, FC Moscova. El a decedat pe 23 decembrie 2012, la vârsta de 30 de ani, fiind bolnav de cancer.